# Dolní Lomná
Dolní Lomná (deutsch Nieder Lomna, polnisch Łomna Dolna) ist eine Gemeinde mit 844 (1. Januar 2012) Einwohnern in der Region Moravskoslezský kraj (Tschechien).

## Lage
Das Dorf mit 2.703 ha befindet sich im Tal der Mährisch-Schlesischen Beskiden am Ufer des Flüsschens Lomná. Von allen Seiten ist es durch bewaldete Hänge begrenzt, nördlich durch den breiten Bergrücken des Kozubová, im Süden durch Skalka und Velký Polom. Von den 871 Einwohnern stellt die polnische Minderheit der Schlesischen Goralen hier die Mehrheit. 14 km nördlich befindet sich die Stadt Třinec, 23 km nördlich dann Český Těšín, 25 km westlich Frýdlant nad Ostravicí und 30 km nordwestlich Frýdek-Místek.

## Geschichte
1661 wurde die Siedlung Lomna erstmals urkundlich erwähnt. Lomna selbst gehörte zu den jüngsten Siedlungen im Teschener Gebiet. Die ersten Bewohner waren Viehhüter. Nach verstärkten Zuwanderungen und dem Aufblühen der Viehzucht und Landwirtschaft wurde bereits 1756 ein Gesetz zum Schutz des Waldes erlassen, mit dem die sich ausbreitende Rodung gestoppt wurde. Zu Beginn des 19. Jh., mit zunehmender Industrialisierung, löste die Teschener Kammer immer mehr Salaschen (salaš) auf und gründete Arbeitersiedlungen. An Stelle der ehemaligen Waiden entstanden 31 einheitliche Häuser, denen die Teschener Kammer Landwirtschafts- und Weideflächen zuteilte. Dafür wurde jeder Kolonist verpflichtet, das ganze Jahr Holz für die Kammer zu verarbeiten. Erst in den 1830er Jahren erhielten die Kolonisten eigene Rechte an ihrem Eigentum. Mit der Holzverarbeitung entstand auch das Handwerk der Fuhrmänner, das bis zum Zweiten Weltkrieg eine der Haupteinnahmequellen war. 1830 wurde im Ort die erste Privatschule gegründet und das Bildungswesen erst 1852 durch eine allgemeine Schule ergänzt. Am 12. Juni 1896 wurde im Zentrum von Oberlomna die erste Kirche eingeweiht.
Dolní Lomná mit Horní Lomná einschließlich der Arbeitersiedlung Přelače bildeten bis 1899 ein gemeinsames Dorf Lomna.